# Екадаумавська єпархія
Екадаумавська єпархія (лат.: Dioecesis Ecdaumavensis) - закритий престол Константинопольського патріархату та титулярний престол католицької церкви.

## Історія
Екдаумава на території сучасної Туреччини — стародавня єпископська кафедра римської провінції Лікаонія в цивільній єпархії Азії. Вона входила до Константинопольського патріархату і була суфраганкою архієпархії Іконії.
Єпархія не згадується в жодному з Notitiae Episcopatuum Константинопольського патріархату; Імовірно, таким чином, місцевість уже була закрита до VII століття, періоду, з якого датується перша відома Notitia.
Два з відомих єпископів цього стародавнього єпископства задокументовані соборними джерелами. Ерезіо брав участь у Нікейському соборі в 325 р., і його підпис зустрічається разом із єпископами Галатії; Екдаумававська єпархія була фактично відокремлена від Галатії та інтегрована в Лікаонію з нагоди створення цієї провінції близько 371 року. На Халкедонському соборі 451 року єпископа Гегемонія не було; на урочистій сесії 25 жовтня в присутності імператора Маркіана його представляє митрополит Іконійський Онисифор, який замість нього підписав визначення віри.
Ймовірно, до цієї єпархії має бути приписаний ще один єпископ. У 434 р. єпископ Прокл був переведений з Кизика до Константинопольського патріархату; ця передача викликала критику з боку тих, хто вважав її суперечною канонічним нормам. Історик Сократ Схоластик у своїй «Historia ecclesiastica» захищав законність цього акту, повідомляючи про низку прецедентів, включаючи прецедент Оттімо, який був переведений з резиденції Агдамеї до Антіохії Пісідійської. Це перенесення, мабуть, відбулося до 375/377 р., коли Оттімо вже зафіксовано як митрополит Антіохійський. Однак тлумачення терміна Агдамея, використаного Сократом Схоластиком, є невизначеним: для Ле Квін це єпархія Акмонія, для інших це кафедра Апамеї ді Пісідії, треті вважають, що це Єкдаумавська єпархія.
З 1933 р. Екдаумава зарахована до титулярного єпископського престолу Католицької Церкви; поки це звання ще не присвоєно.

## Хронотаксис грецьких єпископів
- Ерезій † (згадується в 325 р.)
- Оттімо ? † (? - до 375/377 призначений митрополитом Антіохії Пісідійської)
- Гегемоній † (згадується 451 р.)

## Примітка
1. ↑   Jean Darrouzès, Notitiae episcopatuum Ecclesiae Constantinopolitanae. Texte critique, introduction et notes, Paris, 1981.
2. ↑   Destephen, Prosopographie du diocèse d'Asie, p. 269.
3. ↑   Destephen, Prosopographie du diocèse d'Asie, p. 434.
4. ↑  (лат.) Oriens christianus, vol. I, col. 817.
5. ↑  (нім.) W. Ensslin, Realencyclopädie XVIII, 1, col. 805.
6. ↑   R. Pouchet, Basile le Grand, Rome, 1992, p. 442, n. 6.
7. ↑   D. Stiernon, in Dictionnaire d'Histoire et de Géographie ecclésiastiques, XXV, col. 772.
8. ↑  Destephen, Prosopographie du diocèse d'Asie, p. 740.

## Зовнішні посилання
- (англ.) La sede titolare su Catholic Hierarchy
- (англ.) La sede titolare su Gcatholic